# ستراک شاهن
ستراک شاهن (ارمنی: Սեդրակ Շահեն؛  زادهٔ ۱۱ ژوئن ۱۸۸۷ - درگذشته ۲۴ اکتبر ۱۹۷۵)، نویسنده و کنشگر اجتماعی اهل ارمنستان بود.

## زندگی‌نامه
با نام اصلی ستراک گریگوری شاهینیان (ارمنی: Սեդրակ Գրիգորի Շահինյան) در ۱۱ ژوئن ۱۸۸۷ در Օրոր به دنیا آمد. . وی در سال ۱۹۰۳ به عضویت حزب سوسیال دموکرات هنچاکیان درآمد. وی در ۲۴ اکتبر ۱۹۷۵ در سن ۸۸ سالگی در لس آنجلس، کالیفرنیا درگذشت.

## یادداشت
1. ↑  Աստղաբերդ